# Championnat d'Espagne de hockey sur glace 1981-1982
Saison précédente Saison suivante
La saison 1981-1982 est la 10e saison du championnat d'Espagne de Hockey sur glace. Cette saison, le championnat porte le nom de Liga Española.

## Clubs de la Superliga 1981-1982
- FC Barcelone
- Vizcaya Bilbao HC[1]
- CH Jaca
- CG Puigcerdà
- Txuri Urdin
- ARD Gasteiz

## Classement de la Liga de Division de Honor
| # | Club              | Joués | V  | N | D  | bp:bc  | +/-  | Points |
| - | ----------------- | ----- | -- | - | -- | ------ | ---- | ------ |
| 1 | Vizcaya Bilbao HC | 20    | 18 | 1 | 1  | 213:56 | +157 | 33     |
| 2 | FC Barcelone      | 20    | 17 | 1 | 2  | 214:50 | +164 | 32     |
| 3 | CH Jaca           | 20    | 11 | 0 | 9  | 107:82 | +25  | 23     |
| 4 | CG Puigcerdà      | 20    | 8  | 0 | 12 | 96:132 | -36  | 22     |
| 5 | Txuri Urdin       | 20    | 4  | 0 | 16 | 85:182 | -97  | 8      |
| 6 | ARD Gasteiz       | 20    | 1  | 0 | 19 | 53-268 | -215 | 2      |

Le Vizcaya Bilbao HC est sacré Champion d'Espagne de hockey sur glace pour la saison 1981-1982.
Le ARD Gasteiz est relégué en Segunda Division.

### Meilleurs Pointeurs
Nota: B = buts, A = assistances, Pts = points, 

| #  | Joueur           | Équipe            | B  | A  | Pts |
| -- | ---------------- | ----------------- | -- | -- | --- |
| 1  | Jamie McDonald   | FC Barcelone      | 62 | 37 | 99  |
| 2  | Joseph Crespi    | FC Barcelone      | 60 | 20 | 80  |
| 3  | Rod Romanchuck   | Vizcaya Bilbao HC | 43 | 29 | 72  |
| 4  | Les Graver       | Vizcaya Bilbao HC | 33 | 30 | 63  |
| 5  | Paul Hammer      | CG Puigcerdà      | 47 | 12 | 59  |
| 6  | Tony Escujuri    | Vizcaya Bilbao HC | 38 | 11 | 49  |
| 7  | Antonio Capillas | CH Jaca           | 24 | 10 | 34  |
| 8  | Carlos del Saz   | Vizcaya Bilbao HC | 19 | 13 | 32  |
| 9  | Louis Clemens    | CH Jaca           | 15 | 16 | 31  |
| 10 | José Tona        | CG Puigcerdà      | 17 | 10 | 27  |

## Classement de la Segunda Division
| # | Club             |
| - | ---------------- |
| 1 | CH Boadilla      |
| 2 | CH Gel Barcelona |
| 3 | etc...           |